# Џуничи Инамото
Џуничи Инамото (јап. 稲本 潤一; 18. септембар 1979) јапански је фудбалер.

## Каријера
Током каријере је играо за Гамба Осака, Фулам, Галатасарај, Ајнтрахт Франкфурт, Кавасаки Фронтале и многе друге клубове.

## Репрезентација
За репрезентацију Јапана дебитовао је 2000. године. Наступао је на три Светска првенства (2002, 2006. и 2010. године) и освојио је азијска купа (2000. године). За тај тим је одиграо 82 утакмице и постигао 5 голова.

## Статистика
| Јапан  | Јапан   | Јапан  |
| Година | Наступи | Голови |
| ------ | ------- | ------ |
| 2000.  | 14      | 0      |
| 2001.  | 11      | 1      |
| 2002.  | 11      | 2      |
| 2003.  | 10      | 1      |
| 2004.  | 6       | 0      |
| 2005.  | 10      | 0      |
| 2006.  | 4       | 0      |
| 2007.  | 3       | 0      |
| 2008.  | 2       | 0      |
| 2009.  | 4       | 1      |
| 2010.  | 8       | 0      |
| Укупно | 82      | 5      |

## Трофеји

### Јапан
- Азијски куп (1): 2000.